# Вилијам де ла Рош
Вилијам I де ла Рош (умро 1287) је био атински војвода од 1280. године до своје смрти.

## Биографија
Вилијам је био син Гаја I де ла Роша (1225—1263), односно унук Отона I де ла Роша, оснивача Атинског војводства. Имао је брата Јована I де ла Роша, атинског војводу од 1263. до 1280. године и четири сестре. Вилијам је на власт дошао након братовљеве смрти 1280. године. Надокнадио је територијалне губитке свога брата, проширујући контролу над Ламијом и Гардикијем. Оженио се Јеленом Анђелином Комнином, ћерком тесалског владара Јована I Дуке, склапајући са њим војни савез.
Године 1285. Карло II Напуљски, номинални кнез Ахаје, био је заробљен, те је Роберт од Артоа, регент краљевине, именовао Вилијама управником Ахаје. Вилијам је изградио тврђаву Диматру како би одбранио Месенију од Византијског царства. Тада је био најмоћнији барон у франачкој Грчкој. Вилијамова владавина била је мирна, али кратка. Умро је две године након преузимања власти у Ахаји (1287). Наследио га је син Гај, који је имао седам година.